# Capitale européenne du sport 2017
Le label de capitale européenne du sport 2017 est décerné à la ville de Marseille par l'Association des capitales européennes du sport (ACES). Il s'agit de la 17e édition et de la première en France.

## Définition
Le label de « Capitale européenne du sport » distingue annuellement une ville d'Europe de 500 000 habitants ou plus « où le sport représente un vecteur d'intégration de toutes les catégories sociales et qui respectent l'éthique ainsi que le rôle du sport dans l'amélioration de la qualité de vie, de la santé physique et psychologique des habitants ».

## Préparation de l’événement

### Désignation de la ville
Le 14 octobre 2014, le jury de l'ACES désigne Marseille comme capitale européenne du sport 2017. Sofia, capitale de la Bulgarie et ville finaliste contre la cité phocéenne, est élue pour l'année 2018.

### Ambassadeurs
Douze ambassadeurs soutiennent la candidature de Marseille : l'ambassadeur-capitaine Fabien Gilot ainsi que Nathalie Benoit, Franck Cammas, Marie-Paule Gnabouyou, Muriel Hurtis, Joseph Mahmoud, Richard Melillo, Jean-Pierre Rives, Florian Rousseau, Nathalie Simon, Jean Tigana et Richard Virenque.

## Événements au programme
Plus de 400 événements portent le label « MPSPORT2017 », pour Marseille-Provence Sport 2017, et ils sont notamment composés de compétitions sportives, de congrès, d'initiatives santé, de réouvertures d'équipements sportifs rénovés, de manifestations culturelles ou d'animations sportives grand public.
Une majorité d'événement a lieu à Marseille même mais aussi plus généralement sur le territoire de Marseille-Provence et dans la métropole d'Aix-Marseille-Provence (Aix-en-Provence, Aubagne, Istres, Martigues, etc.).
La cérémonie d'ouverture se déroule le 14 janvier 2017 au Vieux-Port de Marseille.
| Date                           | Lieu                       | Sport                        | Compétition                                           | Édition                                         | Catégorie      |
| ------------------------------ | -------------------------- | ---------------------------- | ----------------------------------------------------- | ----------------------------------------------- | -------------- |
| 13 au 14 janvier 2017          | Marseille                  | Patinage de descente extrême | Championnats du monde de patinage de descente extrême | 1re étape des championnats du monde 2017        | Internationale |
| 10 au 12 février 2017          | Marseille                  | Jiu-jitsu brésilien          | Championnats d'Europe de jiu-jitsu brésilien          | Championnats d'Europe 2017                      | Continentale   |
| 20 au 26 février 2017          | Marseille                  | Tennis                       | Open 13 Provence                                      | Open 13 Provence 2017                           | Internationale |
| 21 au 23 février 2017          | Bouches-du-Rhône           | Cyclisme                     | Tour La Provence                                      | Tour La Provence 2017                           | Continentale   |
| 3 au 5 mars 2017               | Marseille                  | Natation                     | Meeting Open Méditerranée                             | Meeting Open Méditerranée 2017                  | Continentale   |
| 3 au 5 mars 2017               | Marseille                  | Tennis de table              | Championnat de France de tennis de table              | Championnat de France 2017                      | Nationale      |
| 10 mars 2017                   | Aubagne                    | Cyclisme                     | Paris-Nice                                            | Ville départ d'une étape du Paris-Nice 2017     | Internationale |
| 11 au 12 mars 2017             | Marseille                  | Judo                         | Championnats de France interclubs de judo             |                                                 | Nationale      |
| 19 mars 2017                   | Marseille                  | Athlétisme                   | Run in Marseille                                      | Marathon de Marseille 2017 et autres courses    | Nationale      |
| avril 2017                     | Aubagne                    | Athlétisme                   | Championnats de France de 10 kilomètres               |                                                 | Nationale      |
| 1er au 7 mai 2017              | Aix-en-Provence            | Tennis                       | Open du Pays d'Aix                                    | Open du Pays d'Aix 2017                         | Internationale |
| 5 au 13 mai 2017               | Marseille                  | Voile                        | Championnats d'Europe de Finn                         | Championnats d'Europe 2017                      | Continentale   |
| 6 au 13 mai 2017               | Marseille                  | Voile                        | Championnats d'Europe de RS:X                         | Championnats d'Europe 2017                      | Continentale   |
| 14 mai 2017                    | Aix-en-Provence            | Triathlon                    | Ironman 70.3 Pays d'Aix                               |                                                 |                |
| 26 au 27 mai 2017              | Marseille                  | Rugby à XV                   | Championnat de France de rugby à XV                   | Demi-finales du championnat de France 2016-2017 | Nationale      |
| 3 juin 2017                    | Marseille                  | Athlétisme                   | Meeting d'athlétisme de Marseille                     |                                                 |                |
| 4 au 11 juin 2017              | Marseille                  | Tennis                       | Open Féminin de Marseille                             |                                                 | Internationale |
| 2 au 7 juillet 2017            | Marseille                  | Pétanque                     | Mondial la Marseillaise à pétanque                    |                                                 |                |
| 9 juillet 2017                 | Marseille                  | Triathlon                    | Triathlon de Marseille                                |                                                 |                |
| 14 au 16 juillet 2017          | Marseille                  | Athlétisme                   | Championnats de France d'athlétisme                   | Championnats de France 2017                     | Nationale      |
| 22 juillet 2017                | Marseille                  | Cyclisme                     | Tour de France                                        | 20e étape du Tour de France 2017                | Internationale |
| 26 au 27 juillet 2017          | Marseille                  | Voile                        | Tour de France à la voile                             |                                                 |                |
| 4 au 6 août 2017               | Marseille                  | Natation                     | Championnats d'Europe juniors de nage en eau libre    | Championnats d'Europe juniors 2017              | Continentale   |
| 6 septembre 2017               | Istres                     | Pétanque                     | Masters de pétanque                                   | Finale des masters de pétanque 2017             |                |
| 14 au 17 septembre 2017        | Marseille, YCPR            | Plongée                      | Championnat de France de photographie sous-marine     | Championnat de France 2017                      | Nationale      |
| 15 octobre 2017                | Marseille, les îles Frioul | Course à pied                | la course des îles Frioul                             | 13ème édition                                   | Nationale      |
| 12 au 15 octobre 2017          | Massif de la Sainte-Baume  | Compétition automobile       | Coupe de France des rallyes                           | Finale de la Coupe de France 2017               | Nationale      |
| 29 octobre 2017                | Marseille et Cassis        | Athlétisme                   | Course Marseille-Cassis                               | Course Marseille-Cassis 2017                    | Internationale |
| 26 novembre au 3 décembre 2017 | Marseille                  | Squash                       | Championnats du monde de squash par équipes           | Championnat du monde 2017                       | Internationale |

Au-delà de ces événements, la manifestation est aussi marquée par la candidature de Paris pour l'organisation des Jeux olympiques d'été de 2024 qui fut ainsi concrétisée,. Marseille est aussi concernée par ce projet olympique, elle est prévue pour accueillir des matchs du tournoi de football au stade Vélodrome et les épreuves de voile sur la corniche Kennedy.